# Siebeneich
Siebeneich (Italiaans: Settequerce) is een plaats (frazione) in de Italiaanse gemeente Terlan.